# Twierdza Poznań
Twierdza Poznań (niem. Festung Posen) – zbiór pruskich fortyfikacji zbudowanych na terenie miasta Poznań w XIX i na początku XX w., jeden z największych tego typu systemów w Europie. W skład twierdzy wchodziły dwa rejony: twierdza poligonalna (rozciągająca się wzdłuż ścisłego centrum miasta) i twierdza fortowa – 18 fortów + szereg obiektów wspomagających umieszczonych w pierścieniu o średnicy 9,5 km oraz obwodzie 30 km. Fortyfikacje twierdzy poligonalnej zostały rozebrane w XIX w., natomiast twierdza fortowa jest w większości zachowana, a obiekty są własnością miasta lub zajmowane są przez prywatne firmy.

## Historia

### Plany 1815–1828
Pierwsze pruskie plany ufortyfikowania Poznania pojawiły się już w grudniu 1815 roku. Nalegał na to szczególnie Karl von Grolman. Argumentował, że miasto leży na najkrótszej drodze z granicy prusko-rosyjskiej do Berlina, ponadto na szlaku łączącym Prusy Zachodnie ze Śląskiem (był to węzeł komunikacyjny), zaś obecność twierdzy miała świadczyć o tym, że Prusy za żadną cenę nie odstąpią tak potrzebnych im ziem i jednym uderzeniem zetrą w pył odwieczne intrygi i podstępy Polaków. Wstępny projekt naszkicowany przez Grolmana 9 lipca 1817 zakładał między innymi ufortyfikowanie Wzgórza Winiarskiego i okolic kościoła i klasztoru Reformatów. Plan  trafił następnie w ręce inżyniera V Korpusu Armijnego stacjonującego w Wielkopolsce. Uzupełnił on plan Grolmana o jaz na Warcie, pozwalający wykorzystać rzekę jako część umocnień.
Budowa miała ruszyć w 1817, jednak do 1827 nie wykonano żadnych prac ze względu na brak funduszy. Wynikało to z obciążenia budżetu przez budowę twierdz w Kolonii i Koblencji. Mimo to nadal rozwijano plany Twierdzy Poznań. W 1823 Grolman dodał do niego ciągły pas umocnień otaczający lewobrzeżne miasto uzupełniony dziełami fortyfikacyjnymi wysuniętymi o 500–1000 m od głównej linii umocnień.
W 1827 opracowanie szczegółowego planu Twierdzy powierzono Johannowi Brese, pracującemu wówczas w wydziale inżynieryjnym Ministerstwa Wojny. Jego plan z 23 marca 1828 uwzględniał już wszystkie elementy późniejszej twierdzy: duży fort na Wzgórzu Winiarskim (Cytadelę), umocnienia na Ostrowie Tumskim i prawym brzegu oraz lewobrzeżny, poligonalny rdzeń otaczający miasto. Plan ten przedstawiono gen. Gustawowi von Rauchowi, głównemu inspektorowi twierdz i szefowi Korpusu Inżynierów i Pionierów, który go zatwierdził. Następnie gen. Karl von Hake przedstawił projekt Fryderykowi Wilhelmowi III, który go wstępnie zatwierdził, lecz odesłał do dopracowania Rauchowi.
18 czerwca 1828 komisja Raucha, w skład której weszli jeszcze generałowie Reiche i Liebenroth, majorzy Borke i Brese oraz kpt. Prittwitz, uzgodniła proponowane przez króla zmiany, które następnie uzupełnił jeszcze sam Rauch (to pod jego wpływem usunięto proponowane przez Grolmana umocnienia przed główną linią twierdzy). Fryderyk Wilhelm ostatecznie plan zaaprobował 14 sierpnia 1828 roku, a następnie przesłał go Hakemu, polecając rozpocząć budowę od fortu na Wzgórzu Winiarskim oraz jazów na Warcie i Wierzbaku.

### Pierwszy etap budowy twierdzy poligonalnej 1828–1839
14 marca 1828 uczestniczący w pracach komisji Raucha kpt. Moritz von Prittwitz został mianowany kierownikiem budowy Twierdzy Poznań. W maju rozpoczął wraz z pięcioma podległymi mu oficerami wytyczanie narysu pierwszych umocnień – obronnych koszar w forcie na Wzgórzu Winiarskim (późniejszego śródszańca – Kernwerk). Prace nad budową rozpoczęto 23 czerwca 1828, a 21 lutego 1829 zatwierdzono szczegółowy plan całego fortu autorstwa Bresego. Nieco później zaczęto także wznoszenie umocnień na północ od katedry oraz w południowo-zachodniej części umocnień rdzenia głównego. W tym celu do Poznania przeniesiono z Głogowa całość 5. Oddziału Pionierów, którego część stacjonowała w mieście już od 1820 roku, jednak ze względu na braki finansowe prace nad rdzeniem utknęły w martwym punkcie. Wybuch powstania listopadowego sprawił, że niewykończoną twierdzę prowizorycznie przystosowano do obrony.
W latach 1829–1832 wznoszono połączony z fortem na Wzgórzu Winiarskim (prawdopodobnie w 1830 otrzymał on nazwę Fort Winiary) jaz, będący jednocześnie mostem, przecinający Wartę. Otrzymał on nazwę Wielkiej Śluzy (Große Schleuse), a na jej wschodnim końcu niewielki fort – Przyczółek Mostowy (Brückenkopf), jednocześnie przesunięto w tym miejscu główne koryto Warty na zachód (miało to miejsce w październiku 1832). Dotychczasowe koryto zamknięto stałym jazem przelewowym (Große Überfall), który był połączony z 11-przęsłowym mostem obronnym.
Pomimo że prace przy Forcie Winiary nie posuwały się szybko, już 10 października 1829 wyznaczono pas ograniczeń w zabudowie cywilnej na przedpolu przyszłej Cytadeli. W maju i czerwcu 1830 przeniesiono na północ dwie wsie Winiary, oraz zlikwidowano folwark Bonin. W końcu 1830 ukończono budowę redut I i III Fortu Winiary (znajdowały się w szyi fortu). W 1832 ukończono Śródszaniec fortu (Kernwerk), rozpoczynając jednocześnie budowę czołową i barków fortu (Obwód, Wielki Obwód, Enceiente) oraz szyję Fortu Winiary. 29 czerwca 1834 2. batalion 18. Pułku Piechoty obsadził niewykończony jeszcze fort, zaś w październiku i grudniu Kernwerk został obsadzony przez dwa bataliony 6. Pułku Piechoty. W tym samym okresie mianowano pierwszego komendanta Twierdzy Poznań – gen. Hoffmana.
W latach 1832–1837 zbudowano kolejny jaz, przecinający Wierzbak nazwany Małą Śluzą (Kleine Schleuse), która na północy łączyła się z Fortem Winiary, zaś na południu z kolejnym fortem, nazwanym od znajdującego się w okolicy gotyckiego kościoła, Fortem św. Wojciecha.
W 1832 na Ostrowie Tumskim, na północ od katedry ukończono będący umocnieniem ziemnym Północny Nadszaniec Katedralny (Nördlicher Dom Cavalier), zaś w latach 1834–1838 zbudowano jaz-most na ramieniu Warty zwanym Cybiną. Otrzymał on nazwę Śluzy Katedralnej (Dom Schleuse). Do Śluzy Katedralnej, na jej wschodnim krańcu, zbudowano ziemną Lunetę Katedralną (Dom Flesche). W 1836 zbudowano przed Lunetą Katedralną przedwał osłaniający również nową drogę komunikacyjną do Lunety.
Prowadzone prace sprawiły, że 1 października 1834 Twierdza Poznań została zakwalifikowana jako twierdza II klasy. W związku z tym uzbrojono ukończony Śródszaniec Fortu Winiary, Przyczółek Mostowy, Fort św. Wojciecha i Północny Nadszaniec Katedralny.
W 1838 zakończono budowę rawelinu III, a w 1839 rawelinu IV Fortu Winiary, kończąc jednocześnie budowę Cytadeli. Jednocześnie w latach 1837–1838 zbudowano na południe od Fortu św. Wojciecha ziemny nadszaniec otaczający Wzgórze Świętego Wojciecha wraz z cmentarzem farnym. Otrzymał on nazwę od pobliskich składów, Nadszańca Magazynowego (Magazin Cavalier). Ponadto na Przepadku powstała ziemna Luneta Ceglana (Ziegel Flesche), której nazwa pochodziła od położonej nad Wierzbakiem cegielni. Lunetę Ceglaną, z resztą umocnień łączyła długa szyja.
Ponadto w pierwszym okresie powstały bramy:
- Cmentarna (Kirchofs Thor), zlokalizowana przy małej Śluzie, wychodząca na drogę do Obornik
- Młyńska (Mühl Thor), zlokalizowana przy Forcie św. Wojciecha, wychodząca na drogę wzdłuż Wierzbaka na młyn na Przepadku
- Szelągowska (Schillings Thor), zlokalizowana przy Wielkiej Śluzie, wychodząca na drogę na Szeląg
- Bydgoska (Bromberger Thor), zlokalizowana przy Śluzie Katedralnej, wychodząca na drogę na Bydgoszcz

### Drugi etap budowy twierdzy poligonalnej 1840–1869

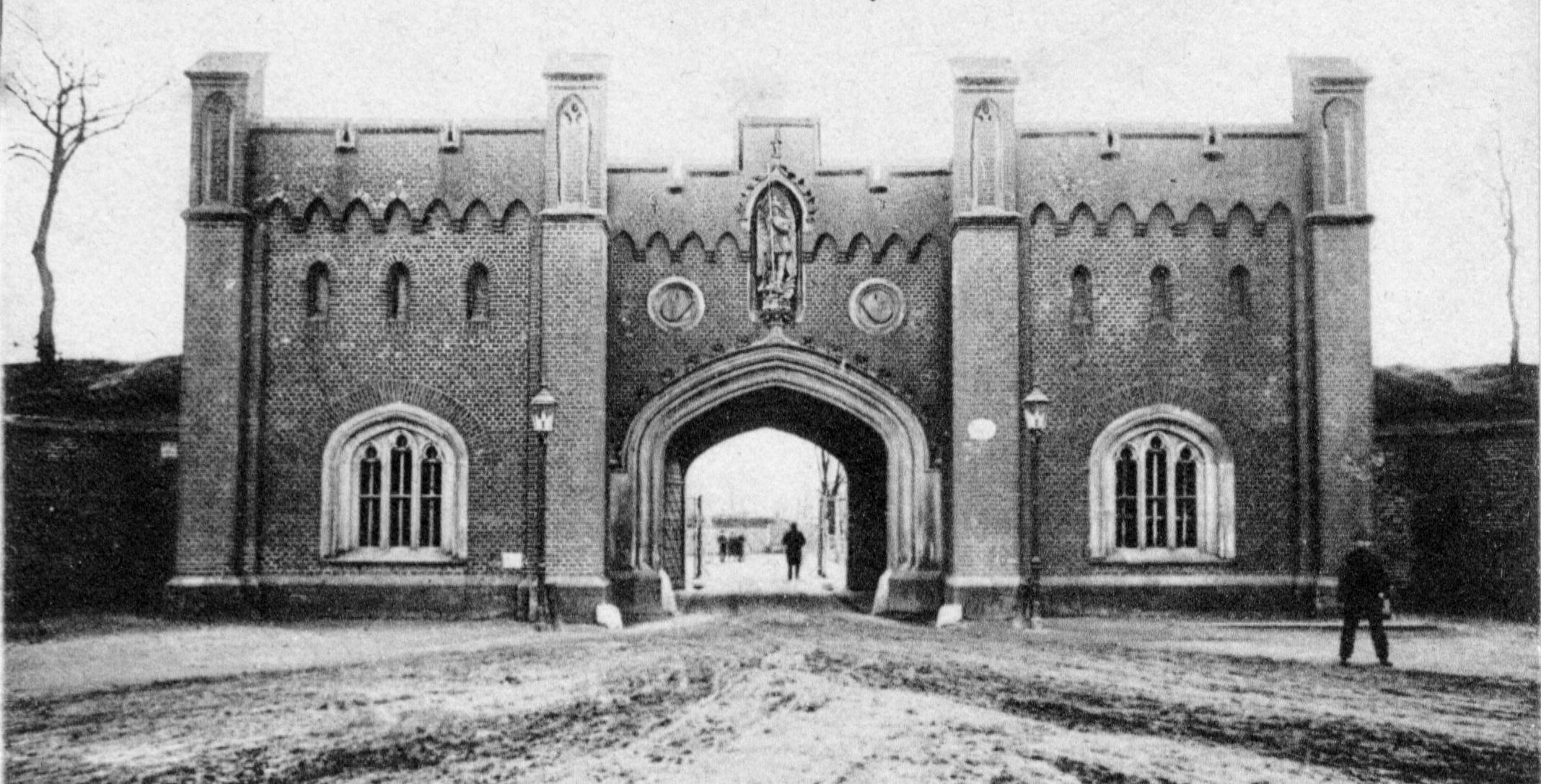
Brama Dębińska (Eichwald Thor) na pocztówce z ok. 1890 roku

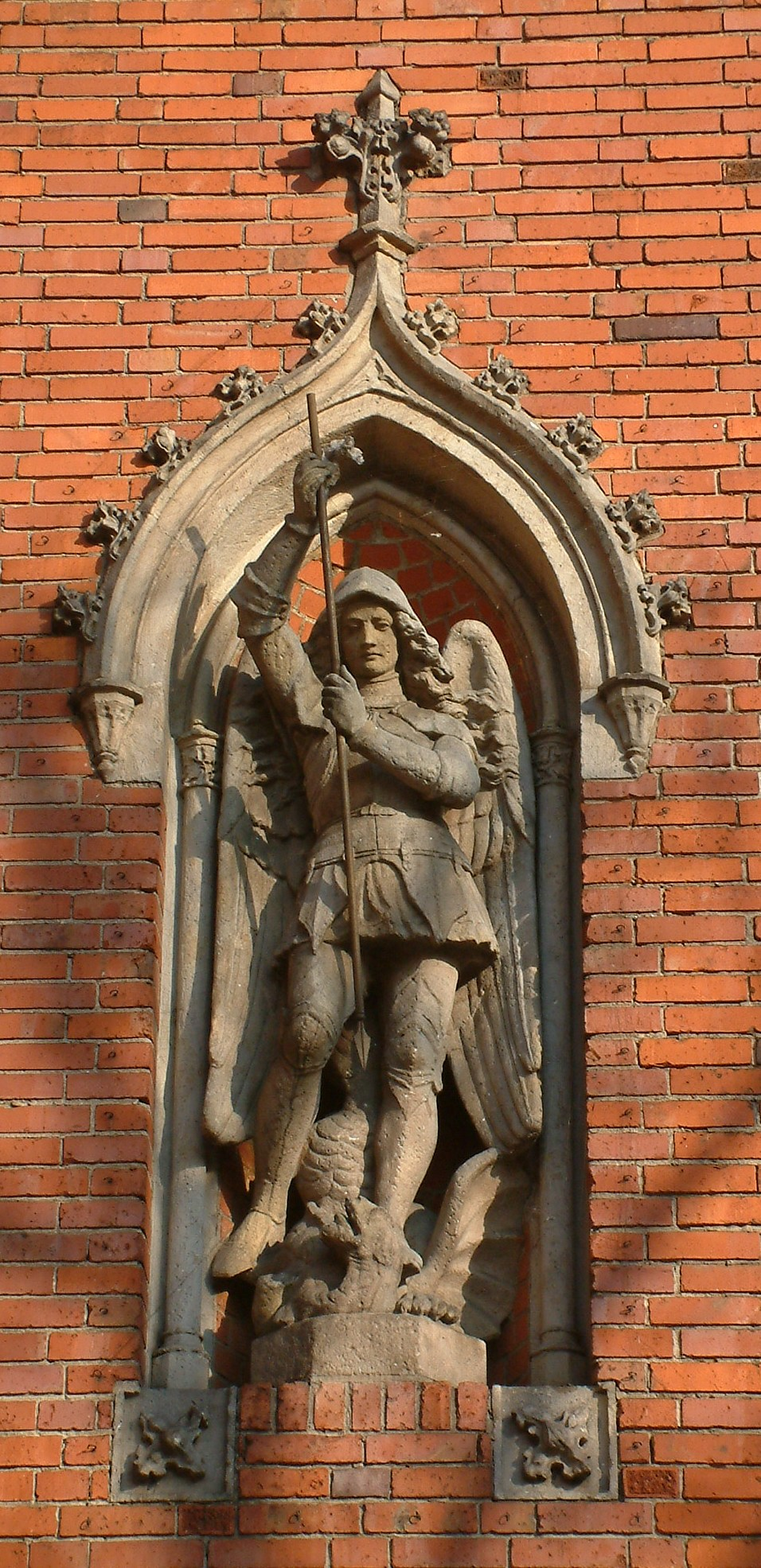
Figura Michała Archanioła z 1855 roku, znajdująca się niegdyś w Bramie Dębińskiej autorstwa Ludwiga Stürmera przeniesiona w 1908 na wieżę szkoły przy ul. Słowackiego

Fryderyk Wilhelm III 16 marca 1839 wydał A.K.O. (Allerhöchte Kabinetts-Ordre) nakazujące przystąpienie do wznowienia przerwanych prac nad lewobrzeżnym rdzeniem (Enceinte) Twierdzy Poznań. Brese przedstawił odpowiedni projekt realizacyjny 1 lutego 1840, a król jednocześnie zatwierdził roczny budżet w wysokości 300 tysięcy talarów.
Prace ruszyły w marcu 1840 roku pod kierownictwem Reichela, który zastąpił na stanowisku kierownika budowy Prittwitza (później, w latach 50. zastąpił go Lange.
Jako pierwszy zbudowano położony na zachód od drogi na Wildę bastion III, następnie najbardziej wysunięty na zachód bastion V, w 1848 nastąpiła roczna przerwa w budowie związana z powstaniem i Wiosną Ludów. Następnie wzniesiono bastiony: IV, VI i II, a jako ostatni powstał bastion I. Następnie w latach 1860–1861 wybudowano krytą drogę łączącą bastiony, wewnętrzną drogę wałową oraz kilkanaście murowanych blokhauzów. W ten sposób powstał pierścień opasujący miasto, tzw. Rdzeń (Enceinte), który łączył się z istniejącymi dotychczas fortyfikacjami w okolicy Fortu św. Wojciecha. Każdy z sześciu bastionów składał się z dużej kaponiery osłoniętej własnymi wałami połączonych kurtynami z nadszańcami (Cavalier). Fortyfikacje uzupełniała niepołączona z innymi fortyfikacjami kaponiera położona na Grobli, będącej wówczas wyspą, naprzeciwko Chwaliszewa, które również było wówczas wyspą. W nadszańcu bastionu I na Zgniłej Warcie (odnoga oddzielająca wówczas lewy brzeg od Grobli) powstał jaz przelewowy, który regulował poziom wody nie tylko w odnodze rzeki, ale i w fosie, była to tzw. Śluza Grobelna (Graben Schleuse, Grabendamm).
Początkowo zbudowano też trzy bramy oraz furtę:
- Brama Wildecka (Wilda Thor) – budowana począwszy od 1841 między bastionem III i IV prowadziła na Wildę
- Brama Berlińska (Berliner Thor) – zbudowana w latach 1843–1850, a następnie poszerzona w okresie pomiędzy 1867–1869 była główną bramą, prowadzącą na zachód w przedłużeniu ul. Święty Marcin, wychodziły przez nią drogi na Berlin, Głogów i do dworca kolejowego na Jeżycach
- Brama Kundorfska (Kundhorfer Thor) – zbudowana około 1849–1852 roku prowadziła na Kundorf a następnie na Oborniki, znana także jako Königs Thor – Brama Królewska[12]
- Furta na Grobli (Graben Pforte) – zbudowana około 1853–1856, niewielka furta prowadząca do promu na Warcie
- Brama Dębińska (Eichwald Thor) – nie istniała w pierwotnych planach, powstała po 1855 roku, prowadziła do Dębiny

Nieco wcześniej niż prace na lewym brzegu, bo już w 1835, ruszyło umacnianie prawobrzeżnej części fortyfikacji. Zasadniczo miały się one składać z dwóch fortów połączonych wałem. W 1839 ukończono północny odcinek wału (Anschluß) z Bramą Bydgoską (Bromberger Thor), w 1842 położony na wschód od niego, na wzgórzu przy skasowanym klasztorze reformatów, fort nazwany Fortem Reformatów. Następnie, w 1845 znajdujące się na południe od Fortu Reformatów, Bramę Warszawska (Warschauer Thor), przez którą wychodziła droga na Komandorię i dalej Warszawę, położony w dolinie Cybiny Nadszaniec Cybiński (Cybina Cavalier) i jaz na Cybinie – Śluzę Cybińską (Cybina Schleuse). W tym samym czasie na południu powstał Fort św. Rocha (Rochus Fort) położony na Miasteczku, leżący między nim a Wartą, fragment wału, w którym znajdowała się Brama Warciana (Warthe Thor) łącząca Miasteczko z Berdychowem, gdzie dobijał prom z Grobli, i dalej z Ratajami, oraz zamykająca od zachodu wał kaponiera w nadrzecznej skarpie. W latach 1845–1846 na wschód od Nadszańca Cybińskiego powstała Luneta Cybińska (Cybina Flesche, Cybina Lünette). Jako ostatni na prawym brzegu został ukończony fragment wału z Bramą Kaliską (Kalischer Thor), przez który wychodziła droga w kierunku na Kalisz.
Ostatnim z członów twierdzy były umocnienia na Ostrowie Tumskim. Wykorzystując naturalne właściwości obronne wyspy, postanowiono ją około 1850 roku przystosować do samodzielnej obrony jako kolejny śródszaniec twierdzy. W tym celu na wschód i zachód od wyspy wybudowano kanały, służące między innymi jako kanały przeciwpowodziowe (Vorfluth Canal I – wschodni i Vorfluth Canal II – zachodni), które wykończono przed 1864 rokiem. W drugiej połowie lat 50. zbudowano natomiast dzieła obronne. Na południowym krańcu wyspy powstała na planie pięciokąta Reduta Katedralna (Dom Redoute, Domwerk I), wschodnie i zachodnie brzegi flankowały wały z przyczółkami Mostu (na zachodzie) i Jazu (na wschodzie) Katedralnego. Na północnym skraju wyspy, na zachód od istniejącego już Północnego Nadszańca Katedralnego, zbudowano w formie lunety umocnienie, które otrzymało nazwę Działa Katedralnego II (Hauptwerk No II, Dom Lünette, a następnie nazywane Domwerk II). W 1861 dobudowano w starym Nadszańcu Północnym Prochownię nr 3, w której można było składować do 51 t prochu. Jako ostatnią, bo około 1862 wykończono fosę wokół Reduty Katedralnej.

### Zmiana nazw 1864
W 1864 oficjalnie zakończono budowę twierdzy, kwalifikując ją jako twierdzę I klasy. W związku z tym, król Wilhelm I nadał w A.K.O. z 16 marca 1864 wielu spośród fortyfikacji nowe nazwy, upamiętniające pruskich generałów (część umocnień otrzymała nowe nazwy nieco wcześniej). I tak:
- bastiony Fortu Winiary (nazwy nadane 15 października 1856, były to imiona Bresego):
  - Bastion I → Bastion Johann (Bastion Johann)
  - Bastion II → Bastion Leopold (Bastion Leopold)
  - Bastion III → Bastion Ludwig (Bastion Ludwig)
- lewobrzeżny rdzeń:
  - Nadszaniec I → Nadszaniec Boyen (Cavalier Boyen)
  - Bastion I → Bastion Röder (Bastion Röder)
  - Nadszaniec II → Nadszaniec Witzleben (Cavalier Witzleben)
  - Bastion II → Bastion Brünneck (Bastion Brünneck)
  - Nadszaniec III → Nadszaniec Rohr (Cavalier Rohr)
  - Bastion III → Bastion Grolman (Bastion Grolman)
  - Nadszaniec IV → Nadszaniec Strotha (Cavalier Strotha)
  - Bastion IV → Bastion Colomb (Bastion Colomb)
  - Nadszaniec V → Nadszaniec Stockhausen (Cavalier Stockhausen)
  - Bastion V → Bastion Tietzen (Bastion Tietzen)
  - Nadszaniec VI → Nadszaniec Bonin (Cavalier Bonin)
  - Brama Kundorfska → Brama Królewska (Königs Thor, nazwa nadana wcześniej)
  - Bastion VI → Bastion Waldersee (Bastion Waldersee)
- pozostałe umocnienia lewobrzeżne:
  - Luneta Ceglana → Luneta Waldersee (Waldersee Flesche)
  - Fort św. Wojciecha → Fort Hake (Fort Hake)
- umocnienia na Wyspie Chwaliszewskiej:
  - Przyczółek Mostowy → Fort Roon (Fort Roon)
- umocnienia na Ostrowie Tumskim (tzw. Cytadela Tumska):
  - Reduta Katedralna → Fort Radziwiłł (Fort Radziwill)
- umocnienia prawobrzeżne:
  - Luneta Katedralna → Fort Steinäcker (Fort Steinäcker)
  - Fort Reformatów → Fort Prittwitz-Gaffron (Fort Prittwitz-Gaffron)
  - Nadszaniec Cybiński → Nadszaniec Aster (Cavalier Aster)
  - Luneta Cybińska → Luneta Aster (Aster Flesche)
  - Fort św. Rocha → Fort Rauch (Fort Rauch)

Pozostałe nazwy pozostawiono bez zmian.

### Późniejsze modernizacje twierdzy poligonalnej 1865–1910
Późniejsze zmiany w twierdzy poligonalnej wynikały przede wszystkim z wprowadzania nowych typów uzbrojenia i amunicji. Stąd większość zmian dotyczyła prochowni i przystosowania umocnień do montażu nowych typów dział, a także sieci hydrologicznej Twierdzy. Zmiany wymógł także rozwój kolei i wiążąca się z tym rola Poznania jako węzła kolejowego. Również komunikacja wewnątrz samego miasta (wprowadzenie komunikacji tramwajowej) doprowadzały do modyfikacji umocnień:
- około 1865 roku między Bastionem IV a Nadszańcem V wybito bramę kolejową przez którą przechodziła bocznica do wnętrza umocnień
- między 1865 a 1873 rokiem wzmocniono nasypami ziemnymi prochownie nr 1 i nr 2 (Kriegs-Pulver-Magazin No 1 i Kriegs-Pulver-Magazin No 2) położone na terenie Fortu Winiary
- w 1867 prochownie główne (wojenne, Kriegs-Pulver-Magazin) i prochownie podręczne (Verbrauchs-Pulver-Magazin) w Forcie Winiary i Forcie Steinäcker przystosowano do składowania ładunków miotających.
- w latach 1867–1869 poszerzono Bramę Berlińską
- między 1869 a 1870 za szyją Nadszańca Aster zbudowano prochownię wojenną nr 6
- na początku lat 70. zmieniono bieg Cybiny (ramienia Warty), która uchodziła teraz bardziej na północ, w ten sposób, że Fort Steinäcker znalazł się na Ostrowie Tumskim
- w latach 1869–1872 przebudowano północną część prawobrzeżnej części twierdzy w związku z budową linii kolejowej do Torunia, przejazd kolejowy powstał też w wyniku rozebrania części fortyfikacji przy Wierzbaku
- w 1872 w Nadszańcu Aster dobudowano ukryte w podwalinie laboratorium prochowe (Spezial-Laboratorium)
- w 1873 wzmocniono prochownię wojenną nr 4, znajdującą się w pobliżu Nadszańca Magazynowego
- w 1874 zbudowano w wale Nadszańca Colomb laboratorium prochowe (Spezial-Laboratorium)
- w latach 1873–1874 zabezpieczono prochownie umieszczone w wałach umocnień poszerzając te wały, jednak nie zwiększając ich wysokości
- w latach 1875–1877 wymieniono drewniane mosty zwodzone na stalowe (przynajmniej część), a także wrota w bramach
- w 1880 przebudowano Bramę Berlińską umożliwiając przejazd tramwaju
- w latach 1881–1882 w Nadszańcu Strotha wybito Bramę Rycerską (Ritter Thor), która skracała drogę do bocznic kolejowych nowego dworca kolejowego położonego poza poligonalnymi umocnieniami
- w 1882 w rawelinach II i III oraz redutach II i IV Fortu Winiary przygotowano stanowiska dział płaszczowych Mantel-Rohr Kanone kal. 210 mm na obrotowych łożach. Natomiast na wale między Bramą Bydgoską a Fortem Pritwittz-Gaffon zbudowano dwa stanowiska dla dział pierścieniowych (Ring-Kanon) kal. 150 mm. Prawdopodobnie również wówczas dobudowano schrony dla załóg dział w wale, który osłaniał linię kolejową na Toruń
- w 1888 wzmocniono stropy prochowni wojennych nr 1, nr 2 i prawdopodobnie nr 4 przy pomocy ziemno-betonowych nasypów. Przebudowano też Fort Steinäcker, zastępując w nim ziemną reditę zbudowanym z cegieł schronem. W tym samym roku poszerzono wrota dla statków w Wielkiej Śluzie umożliwiając wpływanie do miasta większych statków.
- w pierwszej połowie lat 90. zbudowano w Grocie Winiary laboratorium artyleryjskie (Spezial-Kriegs-Laboratorium)
- w 1903 zbudowano w Forcie Winiary stację telegraficzną
- w 1910 wzmocniono umocnienia Fortów Winiary i Steinäcker i Nadszańca Aster

### Pierwszy etap budowy twierdzy fortowej 1876–1886
Oblężenie Sewastopola w 1855 roku podczas wojny krymskiej oraz Dybbøl podczas wojny duńskiej w 1864 roku ukazało, że koncepcja twierdzy poligonalnej jest przeżytkiem. Podczas oblężenia Sewastopola okazało się, że zmasowany ogień artylerii jest w stanie łatwo przełamać obronę liniowych umocnień, zaś do ostrzału Dybbølu użyto gwintowanych dział i wydłużonych pocisków które zastąpiły gładkolufowe armaty strzelające kulami. Nowa broń wykazała się znaczną donośnością i celnością. Również rozwój kolei wymusił zmiany koncepcji twierdz. Linie kolejowe przecinając fortyfikacje poligonalne znacząco je osłabiały.
Analiza tych elementów sprawiła, że Komitet Inżynieryjny Głównego Inspektoratu Twierdz w latach 60. XIX wieku rozważał możliwości modernizacji istniejących twierdz. Ostatecznie wypracowano ogólny model, który zakładał dodanie do istniejących fortyfikacji pierścienia fortów artyleryjskich rozstawionych co 2–6 km i odległych o 6 km od dotychczasowych twierdz poligonalnych, które miały być poddane modernizacji. Plan ten zakładał również redukcję liczby twierdz.
Prace Krajowej Komisji Obronnej (Landes-Verteidigungs-Kommission) powołanej przez A.K.O. z 9 stycznia 1868, oraz raport feldmarszałka Moltkego z wojny francusko-pruskiej z 5 maja 1871 skłoniły Wilhelma I do A.K.O. z 5 listopada 1871, który stanowił polecenie dla Krajowej Komisji Obrony o opracowanie projektu koniecznych zmian w twierdzach zjednoczonych Niemiec. Raport tejże komisji był podstawą A.K.O. z 24 czerwca 1872, który zredukował liczbę twierdz do 49, dzieląc je na trzy kategorie:
- 17 twierdz miano zmodernizować, tak by były w stanie wytrzymać oblężenie
- 17 twierdz miało być poddanych mniejszym modernizacjom, tak by uniemożliwić zajęcie ich niespodziewanym atakiem
- 15 twierdz miało pozostać bez zmian, a o ich losie miano zadecydować później

Twierdzę Poznań zaliczono do pierwszej grupy.
Pierwsze przygotowania do rozbudowy Twierdzy Poznań rozpoczęto w 1869 roku. Przeprowadzono wówczas wokół miasta pomiary geodezyjne oraz przygotowano siatkę triangulacyjną z punktem odniesienia na południe od Wildy. Na ich podstawie powstały dwa wstępne projekty rozbudowy:
- z 11 fortami głównymi (Fort) i 8 pośrednimi (Zwischenwerk – „międzydzieło”) w promieniu 6–7 km od miasta
- z 6 fortami głównymi i 3 fortami pośrednimi w promieniu 3 km od miasta

1 lutego 1872 ukazało się obwieszczenie informujące o planowaniu rozszerzenia terenów fortecznych Twierdzy Poznań potwierdzone następnie przez A.K.O. z 24 czerwca 1872 będące ogólnym planem obrony Rzeszy. Kolejny A.K.O. z 29 maja 1873 wprowadził możliwość wywłaszczenia w celu pozyskania terenów pod rozbudowę twierdzy. Następnym etapem było ukończenie 1 czerwca 1873 wstępnego planu, który okazał się kompromisowym rozwiązaniem między poprzednimi propozycjami złożony z 8 fortów głównych i 3 pośrednich. A.K.O. z 31 marca 1874 przedstawił ten projekt Krajowej Komisji Obronnej, która miała rozpatrzyć możliwe korekty planu. Ostatecznie, na swoim dwunastym spotkaniu 7 kwietnia 1874 Komisja ukończyła swoje prace nad projektem i przekazała go Ministerstwu Wojny, które zatwierdziło go, co znalazło odzwierciedlenie w A.K.O. z 17 listopada 1874. Ostateczny projekt twierdzy zatwierdzono zaś 24 lutego 1876 roku. Zakładał on wybudowanie 9 fortów głównych (według projektu Hansa von Biehlera) i 3 pośrednich. Finansowanie budowy zapewniła ustawa Reichstagu z 30 maja 1873 roku, która przeznaczyła ponad 7 mln talarów na rozbudowę Twierdzy Poznań (była to piąta pod względem wysokości kwota, przeznaczona na modernizację twierdzy). Z kwoty tej:
- 111 tys. talarów przeznaczono na wykup gruntu pod nowe fortyfikacje
- 5680 tys. talarów na budowę fortów
- 1232 tys. talarów na artylerię stanowiącą uzbrojenie twierdzy

Nie bez znaczenia było również wykorzystanie jako darmowej siły roboczej francuskich jeńców wojennych.
Forty główne rozmieszczono w pierścieniu o średnicy 9,5 km w regularnych odstępach 3–4 km tworzące linię obrony o długości około 30 km odległej od twierdzy poligonalnej o 2,0-4,5 km. Luki w pierścieniu wywołane dolinami Bogdanki i Warty uzupełniono fortami pośrednimi (Forty IVa i IXa w dolinie Warty i VIa między Bogdanką a Wierzbakiem). W celu wzmocnienia Fortu III, który był najbardziej wysuniętym na wschód elementem twierdzy, położonym w sporej odległości od pozostałych fortów, zaprojektowane trzy stałe ziemne baterie artyleryjskie. Wszystkie forty miała połączyć sieć dróg fortecznych. Podstawę tej sieci stanowiła okrężna droga rokadowa położona kilkaset metrów za fortami, którą Warta, Bogdanka i Cybina dzieliła na 4 obwody. Uzupełniał ją system dróg promieniście łączący forty i twierdzę poligonalną. Całości dopełniały dwie duże strzelnice (na Komandorii i Głównej) i dwa place ćwiczeń (na Górczynie i Karolinie).

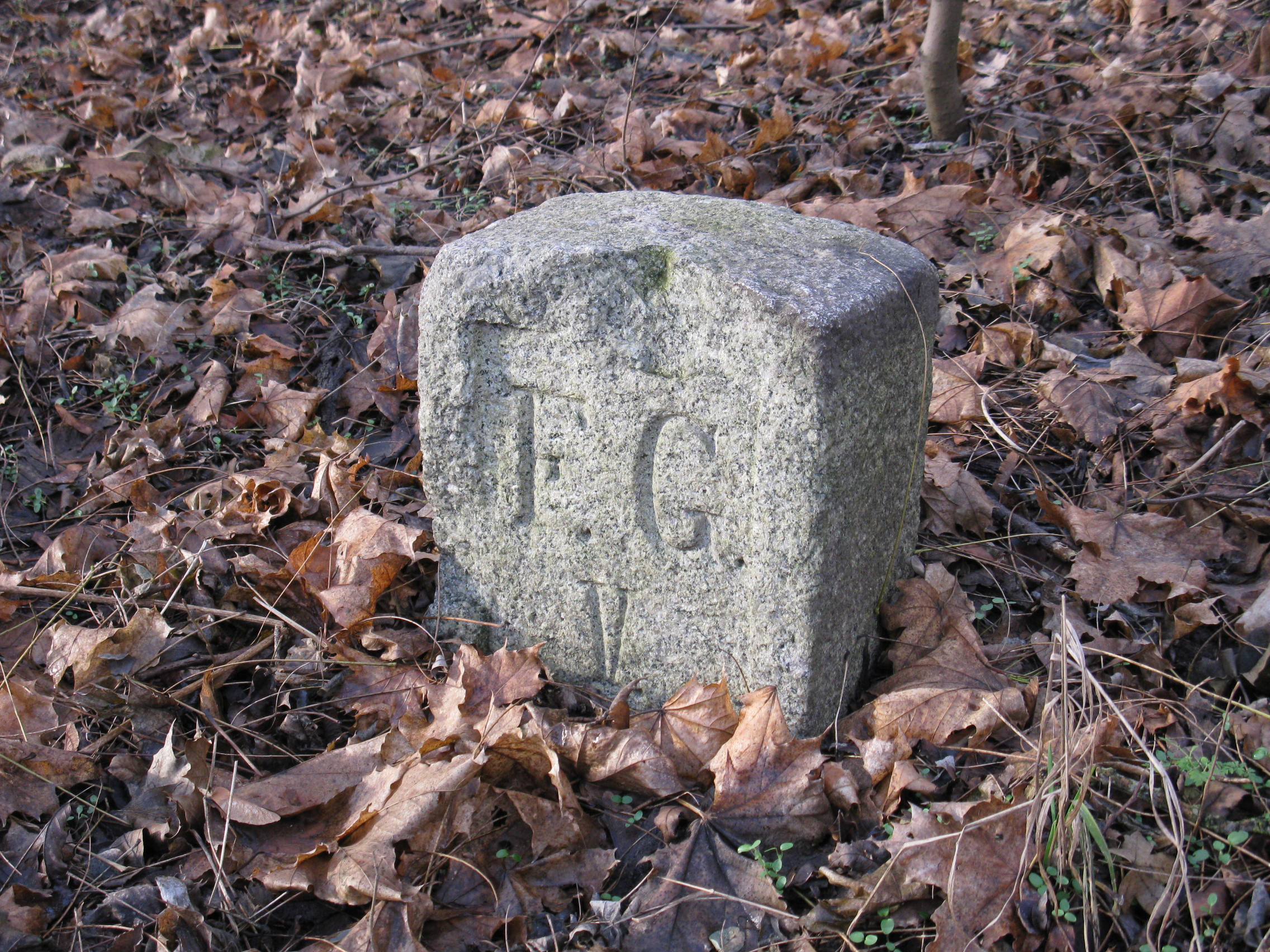
Słupek graniczny Fortu IVa

Do pierwszych prac przystąpiono w 1876 roku. Rozpoczęto od wytyczenia granic działek fortecznych (ich oznakowanie stanowią kamienie ze skrótem F.G. (Festungs-Grenze). Następnie rozpoczęto pracę nad fortami przy Drodze Berlińskiej (obecnie ul. Dąbrowskiego), aby wzmocnić osłabione przez nowy dworzec kolejowy fortyfikacje rdzenia. Następnie powstały forty na południe i wschód od miasta. Jako ostatnie wzniesiono położone na północy, na przedpolu Fortu Winiary, Forty V i VI, które zmodyfikowano w porównaniu do pierwotnych planów fortów nadając im formę dwuwałową.
Budowę każdego z fortów zwykle rozpoczynano przed ostatecznym zatwierdzeniem jego planów. Trwała ona około 4 lat. Jako ostatni, w 1886 roku, ukończono Fort V. W tym samym okresie ukończono budowę drogi rokadowej.

### Drugi etap budowy twierdzy fortowej 1887–1896
Kolejny kryzys w budowie twierdz przyniosło wprowadzenie w 1883 roku do użycia pocisków burzących w których proch zastąpiono bawełną strzelniczą. Próby nowej broni przeprowadzone na poligonie w Kummersdorf wykazały, że standardowe fortyfikacje są zbyt słabo zabezpieczone przed ich działaniem. W 1886 roku Francja, a w 1888 również Niemcy wprowadziły jeszcze silniejszy materiał wybuchowy – melinit.
Postęp w technice oblężniczej sprawił, że Krajowa Komisja Obronna w latach 1885–1887 prowadziła prace mające na celu dostosowanie systemu fortyfikacyjnego Prus do nowej sytuacji. Zaowocowały one następującym wnioskiem: należało doprowadzić do większego rozproszenia artylerii skupionej dotąd w fortach artyleryjskich, szykując sieć stałych baterii z magazynami amunicyjnymi i schronami połączonych zamaskowanymi drogami fortecznymi. Same forty zaś miały być wyposażone w mniejszą liczbę dział i być zabezpieczone przed atakiem z każdej strony. Wyznaczono im również nową funkcję. Odtąd miały służyć jako silne punkty oporu piechoty, korzystającej między innymi z karabinów maszynowych. Zredukowano natomiast do zupełnego minimum rolę liniowych umocnień poligonalnych.
W związku z koniecznością dużych wydatków i spodku roli twierdz A.K.O. z 10 grudnia 1888 zalecił ponowną weryfikację systemu twierdz, która nastąpiła w A.K.O. z 9 maja 1889:
- 17 twierdz, w tym Poznań, „o najwyższym znaczeniu” przeznaczono do modernizacji
- 2 twierdze otrzymały status twierdz „o zwiększonym znaczeniu” (prowadzono w nich modernizację na mniejszą skalę)
- 14 twierdz pozostawiono bez zmian
- 5 twierdz przeznaczono do likwidacji

O konieczności modernizacji Twierdzy Poznań wspomniano już w A.K.O. z 3 grudnia 1885. Kolejne A.K.O. z 13 maja 1887 ogłosiło, że rozszerzone zostaną tereny forteczne wokół Poznania, Metzu i Strasburga. Prace nad rozbudową Twierdzy Poznań rozpoczęły się jeszcze w tym samym roku. W ciągu kilku lat powstały forty pośrednie: Ia, IIa, IIIa, Va, VIIa i VIIIa. Ich datowanie jest niepewne. Oficjalne raporty podają, że prace zakończono w 1896, jednak inne dane mówią o roku 1890.
W ten sposób powstał regularny pierścień w którym między każdymi dwoma fortami głównymi znajdowały się fort pośredni. Odległość pomiędzy umocnieniami wynosiła około 2 km. Ponadto pomiędzy Fortem VIa i Fortem VII zbudowano stała Baterię Bogdanka, która dorównywała wielkością fortom pośrednim. Ponadto pierścień umocnień wzmocniono 43 schronami piechoty, amunicyjnymi i artyleryjskimi z których większość znalazła się na północnym obwodzie pierścienia między Fortami IV i VIII. Na południe od Fortu III zbudowano jaz na Cybinie. Powstał także magazyn prochowy czasu pokoju przy Drodze Warszawskiej w pobliżu Fortu IIIa, dwie nowe strzelnice piechoty przy Fortach IIIa i VII. Jednocześnie przeprowadzenie modernizację wszystkich fortów głównych i trzech najstarszych fortów pośrednich.
Wszystkie te zmiany wymogły zwiększenie garnizonu poznańskiego, co zaowocowało zbudowaniem kompleksu koszar przy ul. Bukowskiej i Grunwaldzkiej.

### Rozbiórka twierdzy poligonalnej 1896–1902
Po powstaniu pierścienia fortów twierdza poligonalna stała się z militarnego punktu widzenia zbędna, natomiast jej utrzymywanie hamowało rozwój Poznania. Ówczesny nadburmistrz Richard Witting podjął formalne starania o zniesienie twierdzy poligonalnej już na początku swojej kadencji w 1891 roku. Podstawowym problemem była wysokość odszkodowania jakie zażądała armia od miasta za tereny forteczne (144 ha). Była to kwota 18 mln marek, zredukowana ostatecznie do 12 mln marek. Dla porównania cały budżet Poznania wynosił w 1898 roku 3,77 mln marek, a w 1900 roku 5,85 mln. Ostatecznie konflikt rozwiązały władze centralne, które wypłaciły armii żądaną kwotę. W związku z tym tereny poforteczne nie stały się własnością komunalną, a skarbu państwa. Ostatecznie sprawę rozbiórki rdzenia przypieczętował A.K.O wydany przez Wilhelma II 3 września 1902 roku. Jednocześnie przeniesiono nazwy starych umocnień znoszonego rdzenia lewobrzeżnego na nowe forty:
- Bastion I Röder → Fort I Röder
- Nadszaniec I Boyen → Fort Ia Boyen
- Fort Hake (dawniej św. Wojciecha) → Fort IV Hake
- Luneta Waldersee → Fort IVa Waldersee II
- Bastion VI Waldersee → Fort V Waldersee I
- Nadszaniec VI Bonin → Fort Va Bonin
- Bastion V Tietzen → Fort VI Tietzen
- Nadszaniec V Stockhausen → Fort VIa Stockhausen
- Bastion IV Colomb → Fort VII Colomb
- Nadszaniec IV Strotha → Fort VIIa Strotha
- Bastion III Grolman → Fort VIII Grolman
- Nadszaniec III Rohr→ Fort VIIIa Rohr
- Bastion II Brünneck → Fort IX Brünneck
- Nadszaniec II Witzleben → Fort IXa Witzleben

Pozostałe, otrzymały nazwy później:
- nowa nazwa → Fort II Stülpnagel
- nowa nazwa → Fort IIa Thümen
- nowa nazwa → Fort III Graf Kirchbach
- Fort Prittwitz-Gaffron → Fort IIIa Prittwitz

Prace nad likwidacja lewobrzeżnego rdzenia rozpoczęły się jeszcze przed oficjalną decyzją:
- przed 1896 rokiem zniwelowano części Nadszańca Magazynowego i Lunety Waldersee, a później rozebrano prochownię nr 4
- pomiędzy 1889–1894 rokiem rozebrano Bramę Cmentarną, budując w jej miejscu blokhauz przy nowej linii kolejowej.

Kolejny nadburmistrz, Ernst Wilms, sprawujący swój urząd od 1902 roku, położył duży wkład w uporządkowanie terenów pofortecznych. Dzięki niemu, po odrzuceniu w 1900 roku projektu miejskiego radcy budowlanego Grüdera powołano w 1903 roku Królewską Komisję ds. rozbudowy miasta pod kierownictwem Josepha Stübbena.
Prace rozbiórkowe lewobrzeżnego rdzenia zakończyły się w 1912 roku. Z lewobrzeżnych umocnień rdzenia pozostawiono jedynie redutę Bastionu III Grolmana i blokhauz drogi krytej Bastionu IV Colomb. Pozostały również umocnienia związane z Fortem Winiary oraz umocnienia Ostrowa Tumskiego i prawobrzeżne.

### Modernizacje w latach 1900–1914
Kolejna zmiana koncepcji sieci twierdz miała miejsce w A.K.O. z 23 stycznia 1900 roku. Twierdza Poznań została ponownie zakwalifikowana do najwyższej kategorii – „twierdz dużych”. Zniesienie lewobrzeżnego rdzenia poligonalnego w A.K.O. wydanym przez Wilhelma II 3 września 1902 roku wywołało konieczność wzmocnienia twierdzy, prace jednak ograniczyły się do zbudowania 10 schronów piechoty, po 3 schronów artyleryjskich i amunicyjnych. Powstały one w południowej i wschodniej części obwodu twierdzy. Ponadto zbudowano stanowiska obserwacyjne artylerii w Fortach III i VIII, duży magazyn amunicyjny Abschnitts-Munitions-Magazin 4 (w skrócie A.M.M.4) znajdujący się na Górczynie przy linii kolejowej do Berlina, powiększono magazyny czasu pokoju przy Drodze Warszawskiej, a ponadto dokonano mniejszych modernizacji innych dzieł. Prace zakończyły się około 1907 roku.
Kolejne zmiany, zapoczątkowane w 1913 roku, nastąpiły wskutek wzrastającego napięcia politycznego. A.K.O. z 15 maja 1913 nakazywał budowę nowych dzieł fortyfikacyjnych na przedpolu istniejących fortów tworzących pierścień o promieniu 50 km na linii: Wiórek – Piotrowo – Tulce – Gruszczyn – Dziewicza Góra – Radojewo – Suchy Las – Ławica – Plewiska – Szreniawa – Puszczykowo, jednak najprawdopodobniej ze względu na brak funduszy i czasu zrezygnowano z tego projektu. W zamian powstało ponad sto schronów różnego typu w obrębie zapola fortów, część z nich stanowiła skupienia umocnień, inne zaś wiązały się z większymi dziełami. Wszystkie jednak miały charakter umocnień biernych, zaś właściwą pozycję obronną stanowiły umocnienia ziemne i zasieki.

### Twierdza Poznań w okresie międzywojennym
Wybuch powstania zastał Twierdzę Poznań w nietypowej sytuacji. Wewnątrz pierścienia fortyfikacji poza regularną armią niemiecką, działały Straż Ludowa (sformowana przez Naczelną Radę Ludową) i Służba Straży i Bezpieczeństwa (sformowana przez władze niemieckie). Obie formacje milicyjne miały typowo polski charakter.
Wszystko to sprawiło, że wybuch zamieszek nie wywołał zdecydowanej reakcji armii. Żołnierze pozostali w koszarach lub zamknęli się w fortach. Umocnienia najczęściej przechodziły w ręce polskie w wyniku negocjacji, niekiedy poprzedzonych wymianą ognia, lub w wyniku krótkich walk jak lotnisko Ławica.
Po przejęciu kontroli nad miastem polskie władze cywilne podjęły przerwaną przez Niemców rozbiórkę umocnień twierdzy poligonalnej. Jeszcze w 1919 roku rozpoczęto burzenie Wielkiej Śluzy i Śluzy Katedralnej, a w 1920 roku niwelację wałów Fortu Raucha oraz umocnień wzdłuż ul. Wałowej aż do Bramy Bydgoskiej. W tym samym czasie Urząd Wojskowy Armii Wielkopolskiej rozpoczął przygotowania do rozbiórki Fortów Prittwitz i Rauch. Prace prowadzone przez władze cywilne, jak i wojskowe przerwał rozkaz Dowództwa Głównego z 20 czerwca 1920, nakazujący każde takie działanie konsultować ze sobą oraz Komendą Miasta.
W międzyczasie, na przełomie roku 1919 i 1920 przemianowano fortyfikacje, część z nich była nazwami używanymi w języku polskim w zaborze pruskim:
- Forty pierścienia zewnętrznego powróciły do pierwotnej numeracji sprzed 1902 roku
- Bastion III Grolman → Reduta Przemysława
- Fort Prittwitz-Gaffron → Reduta (Warownia) Reformatów
- Fort Rauch → Fort św. Rocha
- Luneta Astera → Reduta (Warownia) Rusa
- Fort Steinäcker → Reduta (Warownia) Lecha
- Fort Roon → Reduta (Warownia) Czecha
- Fort Radziwill → Reduta (Warownia) Radziwiłła

Część zmian nazw była oddolna, jednak niektóre wykazują pewną koordynację działania (np. Reduty Lecha, Czecha i Rusa). Nazwy te znalazły się w powszechnym użyciu, pomimo że ich nadania nie potwierdził żaden rozkaz. Również sama twierdza otrzymała nową nazwę: Obóz Warowny Poznań.
Pomimo że władze wojskowe odrodzonej Polski początkowo wstrzymały prace, już 27 stycznia 1921 Ministerstwo Spraw Wojskowych skierowało przebywających na bezrobociu, zdemobilizowanych żołnierzy do rozbiórki Reduty św. Rocha i Reformatów, z których miały pozostać jedynie kamienne fundamenty skarp, przygotowane do ewentualnego montażu kraty fortecznej.
W lipcu 1921, dzięki porozumieniu władz miasta i wojska zdemobilizowani żołnierze rozpoczęli rozbiórkę Cytadeli Tumskiej oraz wałów Reduty Rusa. Następnie, 23 października 1922, rozpoczęła prace specjalna komisja Ministerstwa Spraw Wojskowych, która miała rozpatrzyć wnioski miasta o całkowite zniesienie umocnień poligonalnych. Ostatecznie, 30 stycznia 1923 władze wojskowe zgodziły się na ich rozbiórkę, a ostateczna umowa, po kilku korektach została zawarta 9 lipca 1925 roku. Jeszcze przed tym terminem trwały prace rozbiórkowe:
- w latach 1924–1925 rozebrano Bramę Warszawską i Bydgoską i zniwelowano wały Reduty Radziwiłła i Lecha
- w latach 1924–1927 – zniwelowano wały Reduty Reformatów
- w 1925 roku zniwelowano wały Reduty Rusa
- w latach 1925–1927 – zniwelowano wały Reduty Czecha, prochowni w Reducie Rusa, oraz w otoczeniu Bramy Kaliskiej
- w latach 1926–1927 – zniwelowano wały dawnej Reduty św. Rocha, która zgodnie z rozkazem dowódcy Obrony Kraju z 21 lipca 1923 została przemianowana na Fort lek. dyw. Karola Marcinkowskiego.

W tym okresie niwelowano również kurtyny, zasypywano fosy oraz rozbierano mniejsze, ceglane schrony. Ostatecznie rozbiórkę przetrwały:
- Fort Winiary
- działobitnia Reduty Marcinkowskiego – pierwotnie przeznaczona do rozbiórki, jednak miasto nie znalazło innej kwatery dla stacjonującego tam oddziału wojska
- działobitnia Reduty Radziwiłła – przypadek identyczny jak Reduta Marcinkowskiego
- działobitnia Reduty Reformatów – jak dwie działobitnie powyżej
- Reduta Czecha
- Brama Kaliska – pozostawiona jako pamiątka fortecznej przeszłości miasta

Inny los spotkał fortyfikacje zewnętrznego pierścienia. Co prawda musiano zniwelować wiele dzieł zbudowanych w okresie I wojny światowej, gdyż naruszały one konstrukcję wałów fortów, jednak to właśnie w praktyce nieuszkodzone forty zewnętrzne stanowiły podstawę planów obronnych Obozu Warownego Poznań. Mimo to fortów nie utrzymywano w gotowości bojowej. Część pełniła funkcję magazynów wojskowych, część jedynie dozorowano, a część pozostawiono bez opieki. Te ostatnie okoliczni mieszkańcy wykorzystywali jako komórki, a nawet w celach mieszkaniowych. Jako że nie prowadziło to do obniżenia ewentualnych możliwości mobilizacyjnych fortów, władze wojskowe tolerowały ten stan.
Lata 20. XX wieku stanowiły okres szybkiego rozwoju urbanistycznego Poznania. W związku z tym dość szybko zagospodarowano przestrzeń pomiędzy dawnymi fortyfikacjami poligonalnymi a linią fortów, a linia zabudowy zbliżyła się do strefy ograniczeń budowlanych narzuconych przez władze wojskowe. W związku z tym magistrat rozpoczął zimą 1927/1928 roku negocjacje z armią w sprawie przebudowy Obozu Warownego Poznań. Ostatecznie wojsko zgodziło się powołać komisję (miało to miejsce 23 lipca 1930), która miała zbadać stan i wartość bojową poznańskich umocnień. Władze miasta, które w komisji reprezentował sam prezydent Cyryl Ratajski, postulowały przekazanie mu wszystkich fortów i zniesienie ograniczeń budowlanych, argumentując niską wartością umocnień. Jednocześnie obiecywał, że umocnienia zostaną zamienione w tereny zielone, a kazamaty będą służyć celom obrony cywilnej. Jednocześnie postulował realizację niemieckich planów z I wojny światowej, przedstawiając ówczesne plany. Proponował nawet przeniesienie linii obrony jeszcze dalej od miasta, na dogodniejszą do obrony linię jezior na obwodzie Mosina – Stęszew – Szamotuły – Obrzycko. Ostatecznie komisja nie przyjęła projektu miejskiego. Zmieniono jedynie strefy ograniczeń budowlanych. Na wschodnim brzegu zniesiono je niemal całkowicie, pozostawiając jedynie 200 metrowy pas strefy I od wewnątrz i niezmieniony pas strefy I od zewnątrz wokół Fortów I i IV. Na lewym brzegu, wbrew zabiegom miasta, od wewnątrz zniesiono jedynie strefę III, zaś strefę I zwężono do 200 metrów, zaś od zewnątrz ograniczenia pozostawiono bez zmian. Ponadto zdecydowano się uregulować stosunki własnościowe gruntów w obrębie pasa fortecznego.
Efektem wzmożonego zainteresowania fortami była inicjatywa nadania umocnieniom, które dotąd posługiwały się jedynie numeracją, patronów. W tym celu 10 stycznia 1931 zebrała się komisja złożona z przedstawicieli wojska, miasta oraz Biblioteki Raczyńskich. Komisja ostateczną listę ustaliła 16 marca 1931. Nazwy weszły do użycia (choć niezbyt powszechnego), pomimo że nie potwierdzono ich odpowiednim rozkazem. Patronami zostali:
- Fort I → Fort Krzysztofa Żegockiego
- Fort Ia → Fort Generała Krzysztofa Arciszewskiego
- Fort II → Fort Regimentarza Aleksandra Kraszewskiego
- Fort IIa → Fort Kapitana Kazimierza Więckowskiego
- Fort III → Fort Generała Józefa Niemojewskiego
- Fort IIIa → Fort Generała Józefa Sułkowskiego
- Fort IV → Fort Generała Henryka Dembińskiego
- Fort IVa → Fort Pułkownika Augustyna Brzeżańskiego
- Fort V → Fort (Rodziny) Mycielskich
- Fort Va → Fort Generała Ludwika Mierosławskiego
- Fort VI → Fort Kazimierza Mielęckiego
- Fort VIa → Fort Generała Ludwika Bogusławskiego
- Fort VII → Fort Majora Floriana Dąbrowskiego
- Fort VIIa → Fort Generała Zygmunta Zielińskiego
- Fort VIII → Fort Generała Kazimierza Grudzielskiego
- Fort VIIIa → Fort Generała Michała Sokolnickiego (pierwotnie władze wojskowe proponowały gen. Stanisława Taczaka, jednak władze cywilne nalegały by nie nadawać fortom imion osób żyjących)
- Fort IX → Fort Pułkownika Edmunda Taczanowskiego (pierwotnie władze wojskowe proponowały gen. Kazimierza Sosnkowskiego, nazwa zmieniona z powodu jak przy Forcie VIIIa. Drugim kandydatem władz cywilnych był ppłk Ignacy Dobrogoyski)
- Fort IXa → Fort Generała Wincentego Axamitowskiego (pierwotna propozycja dotyczyła gen. Kazimierza Dzierżanowskiego, zmieniona z przyczyn jak powyżej)

## Fortyfikacje

### Twierdza poligonalna
Z zachowanych pozostałości twierdzy poligonalnej można zobaczyć następujące obiekty:

#### Fort Winiary (Cytadela)
Zniszczony w trakcie działań wojennych fort, a następnie rozebrany w latach powojennych, został przekształcony w Park Cytadela.

#### Wielka Śluza
Obiekt hydrotechniczny na Warcie łączący zarazem Fort Winiary z Fortem Roon.

#### Fort Roon
Obiekt położony na terenie Elektrociepłowni Garbary.

#### Śluza Cybińska
Obiekt hydrotechniczny w ciągu rzeki Cybina położony pod ul. Jana Pawła II.

#### Śluza Katedralna
Zachowany zachodni przyczółek obiektu. Trwa przystosowanie obiektu na cele muzealne (jako część powstającego na wschodnim brzegu Cybiny ICHOT „Brama Poznania”).

#### Fort Prittwitz-Gaffron
Wzgórze na Zawadach. Zachowana dolna kondygnacja redity. Z zewnątrz brak pozostałości.

#### Bastion Colomb
Obiekt zbudowany w 1854 roku, rozebrany na początku XX w. Zachowany blokhauz przeciwskarpy.

#### Kaponiera Kolejowa
Samodzielny obiekt obronny położony pod Rondem Kaponiera.

### Twierdza fortowa
Pierścień fortyfikacji opasujący miasto. Pierścień ma średnicę ok. 9,5 km. Punktem centralnym jest Stary Rynek.
Fortyfikacje znajdują się przeważnie przy starych drogach rokadowych i porośnięte są starodrzewiem akacjowym.
Obiekty rozmieszczone są średnio co 200–300 m, a główne forty co 1,5 km.
Twierdzę fortową tworzy 9 fortów głównych standardowych, 3 pośrednie starego wzoru i 6 nowego – standardowe na planie barkanu.
Na fortach umieszczono kopuły pancerne. Na międzypolach fortów znajduje się około 120 schronów piechoty, amunicyjnych i dowodzenia.
Pierścień fortów miał promień 4-5 kilometrów licząc od Ratusza na Starym Rynku (centrum miasta):
- na północy: 3,8 km (Fort V)
- na wschodzie: 4,3 km (Fort III)
- na południu: 5 km (Fort I)
- na zachodzie: 4,3 km (Fort VII) do 4,9 km (Fort VIII)

W międzypolach fortów rozmieszczone były schrony dla piechoty i artylerii oraz składy amunicji (w sumie pobudowanych zostało 58 schronów wszystkich trzech typów).
Pierścień dzielił się na 4 odcinki, wymuszone układem wodnym Poznania:
- odcinek południowo-wschodni (forty I, Ia, II, IIa) od Warty do doliny Cybiny strzeżonej przez Fort III
- odcinek północno-wschodni (forty IIIa, IV) od Cybiny do Warty
- odcinek północny (forty IVa, V, Va, VI, VIa) na lewym brzegu Warty do doliny Bogdanki strzeżonej przez Baterię Bogdanka
- odcinek południowo-zachodni (forty VII, VIIa, VIII, VIIIa, IX, IXa) do Warty.

Ponadto forty dzielono na typy:
- forty główne (I, II, III, IV, V, VI, VII, VIII, IX)
- forty pośrednie starszego typu (IVa, VIa, IXa)
- forty pośrednie nowszego typu (Ia, IIa, IIIa, Va, VIIa, VIIIa)

#### Forty główne
| Fort      | Lata budowy | Lokalizacja                        |
| --------- | ----------- | ---------------------------------- |
| Fort I    | 1878–1880   | ul. Książęca na Starołęce          |
| Fort II   | 1878–1882   | ul. Obodrzycka na Żegrzu           |
| Fort III  | 1877–1881   | ogród zoologiczny na Łączym Młynie |
| Fort IV   | 1879–1884   | ul. Bałtycka na Karolinie          |
| Fort V    | 1879–1883   | ul. Lechicka na Naramowicach       |
| Fort VI   | 1879–1883   | ul. Lutycka na Podolanach          |
| Fort VII  | 1876–1880   | al. Polska na Ogrodach             |
| Fort VIII | 1876–1882   | ul. Rumuńska na Grunwaldzie        |
| Fort IX   | 1876–1880   | ul. Skalna na Świerczewie          |

#### Forty pośrednie starego typu
| Fort     | Lata budowy | Lokalizacja                    |
| -------- | ----------- | ------------------------------ |
| Fort IVa | 1878–1881   | ul. Lechicka na Wilczym Młynie |
| Fort VIa | 1879–1882   | ul. Golęcińska na Golęcinie    |
| Fort IXa | 1877–1880   | ul. 28 Czerwca 1956 na Dębcu   |

#### Forty pośrednie nowego typu
| Fort       | Lata budowy | Lokalizacja                   |
| ---------- | ----------- | ----------------------------- |
| Fort Ia    | 1887–1890   | ul. Gołężycka na Minikowie    |
| Fort IIa   | 1887–1890   | os. Czecha na Chartowie       |
| Fort IIIa  | 1887–1890   | cmentarz na Miłostowie        |
| Fort Va    | 1887–1890   | ul. Lechicka na Piątkowie     |
| Fort VIIa  | 1887–1890   | ul. Marcelińska na Marcelinie |
| Fort VIIIa | 1887–1890   | os. Kopernika na Górczynie    |

## Stan obecny

### Twierdza pierścieniowa
Umocnienia starszego typu od początku XX w. ulegały programowej rozbiórce. Do dziś zachowały się pojedyncze relikty (w kier. ruchu wsk. zegara, od północy):
- liczne elementy Fortu Winiary
- pozostałości przyczółków Wielkiej Śluzy (poniżej mostu kolejowego przy Garbarach)
- część redity Fortu Roon (na terenie elektrociepłowni Garbary)
- przyczółek Śluzy Katedralnej wykorzystany w latach 2011–2014 jako przyczółek kładki prowadzącej do ICHOT
- relikty Śluzy Cybińskiej (trudno dostępne; pod ul. Jana Pawła II)
- blokhauz przeciwskarpy Bastionu Colomb (przy ul. Powstańców Wielkopolskich)
- Kaponiera Kolejowa (w sąsiedztwie linii PST)

Poza tym część murów Bastionu Brünneck ma zostać zrekonstruowana przy okazji budowy w tym miejscu biurowca. Rzeźba Michała Archanioła pochodząca z Bramy Dębińskiej znajduje się na elewacji szkoły przy ul. Słowackiego. Budynek Collegium Da Vinci nawiązuje formą i położeniem do redity znajdującego się tam wcześniej Fortu Hake (Wojciecha). Pomimo całkowitej rozbiórki, narys fortów od 3 do 6 (Grolman–Waldersee) jest doskonale widoczny z lotu ptaka i na mapach w postaci obszernych terenów zielonych i układu ulic.

### Twierdza fortowa
Większość fortów zewnętrznego pierścienia zachowała się do dziś w zadowalającym stanie.
- Fort I – w czasie II. wojny św. zadaszona została część fosy; fort użytkowany jest w celach magazynowych
- Fort Ia – nie jest eksploatowany; fosa zalana; elementy metalowe rozkradzione
- Fort II – w czasie II. wojny św. zadaszona została część fosy; fort użytkowany jest w celach magazynowych; w 2010 r. stowarzyszenie Lepszy Świat podjęło nieudaną próbę rewitalizacji fortu
- Fort IIa – eksploatowany przez towarzystwo Salamandra; częściowo wyremontowany; fosa zalana; planowana jest systematyczna rewitalizacja, która realizowana jest powoli z powodu ograniczonych zasobów
- Fort III – w czasie II. wojny św. zadaszona została część fosy; w latach 70.–80. XX w. rozebrana została część sklepień wewnątrz koszar; od 2011 pod opieką Poznańskiego Towarzystwa Przyjaciół Fortyfikacji; udostępniony do zwiedzania
- Fort IIIa – wyremontowany i przebudowany; dobudowany korytarz i brama od strony czoła; eksploatowany jako krematorium
- Fort IV – wysadzony; relikty z trudem odnajdywalne w terenie
- Fort IVa – wysadzony; zachowany fragment poterny głównej oraz część pomieszczeń podziemnych; okazjonalnie udostępniany do zwiedzania przez Harcerski Krąg Miłośników Fortyfikacji i Eksploracji w Poznaniu
- Fort V – wysadzony; relikty odnajdywalne w terenie; dość dobrze zachowana geometria narysu; z uwagi na lokalizację wewnątrz licznych osiedli mieszkaniowych odnotowano wypadki śmiertelne podczas nieudanych prób eksploracji ruin
- Fort Va – zachowany w stanie dobrym; udostępniany do zwiedzania przez Stowarzyszenie Miłośników Fortyfikacji Kernwerk
- Fort VI – zachowany w stanie bardzo dobrym; okazjonalnie udostępniany do zwiedzania
- Fort VIa – wysadzony; zachowane nieliczne relikty pomieszczeń koszarowych oraz murów przeciwskarp
- Fort VII – zachowany w stanie dobrym; w czasie II wojny św. służył jako więzienie; aktualnie w części fortu znajduje się Muzeum Martyrologii Wielkopolan
- Fort VIIa – zachowany w dobrym stanie; niedostępny – znajduje się w rękach prywatnych
- Fort VIII – zachowany w dobrym stanie; niedostępny – znajduje się w rękach prywatnych
- Fort VIIIa – zachowany w dobrym stanie; fosa częściowo zalana w wyniku uszkodzenia odwodnienia; w 2006 r. fort przeszedł pożar; część pomieszczeń użytkowana przez prywatną firmę usługowo-handlową
- Fort IX – zachowany; lewa bateria dołączona rozebrana w II. poł. XX w.
- Fort IXa – zachowany; w 1942 roku rozebrano prawy bark i zlikwidowano część fosy ze względu na rozbudowę linii kolejowej noszącej dziś numer 271; część fosy zalana; na terenie fortu organizowane są walki paintballowe; jest to jedyny zachowany w większości fort pośredni starego typu